# Red Hat Enterprise Linux
Red Hat Enterprise Linux — дистрибутив Linux компании Red Hat.
Данный дистрибутив позиционируется для корпоративного использования. Новые версии выходят с периодичностью около 3 лет.
Основная особенность дистрибутива — наличие коммерческой поддержки на протяжении 10 лет, с возможностью продления до 13 лет. Многие производители программного и аппаратного обеспечения включили RHEL в число поддерживаемых ими дистрибутивов Linux.
Другие особенности дистрибутива:
- Отсутствие поддержки DivX (по лицензионным соображениям)
- Платный доступ к бинарным пакетам обновлений (исходные коды доступны только подписчикам)

## История версий
| Версия                          | Версия ядра | Дата выхода | Кодовое имя | Окончание срока поддержки                                                                                 |
| ------------------------------- | ----------- | --- | ----------- | --- |
| Red Hat Linux 6.2E              | 2.2.14      | 27 марта 2000 | Zoot        | 2005 |
| Red Hat Enterprise Linux 2.1 AS | 2.4.9       | 26 марта 2002 | Pensacola   | 31 мая 2009                                                                                               |
| Red Hat Enterprise Linux 2.1 ES | 2.4.9       | 1 мая 2003 | Panama      | 31 мая 2009                                                                                               |
| Red Hat Enterprise Linux 3      | 2.4.21      | 23 октября 2003 16 января 2004 (RHEL 3 Update 1) 18 мая 2004 (RHEL 3 Update 2) 3 сентября 2004 (RHEL 3 Update 3) 21 декабря 2004 (RHEL 3 Update 4) 20 мая 2005 (RHEL 3 Update 5) 28 сентября 2005 (RHEL 3 Update 6) 15 марта 2006 (RHEL 3 Update 7) 20 июля 2006 (RHEL 3 Update 8) 15 июня 2007 (RHEL 3 Update 9) | Taroon      | 20 июля 2006 (Фаза 1) 30 июня 2007 (Фаза 2) 31 октября 2010 (Фаза 3) 30 января 2014 (Расширенная фаза)    |
| Red Hat Enterprise Linux 4      | 2.6.9       | 14 февраля 2005 9 июня 2005 (RHEL 4 Update 1) 5 октября 2005 (RHEL 4 Update 2) 7 марта 2006 (RHEL 4 Update 3) 11 августа 2006 (RHEL 4 Update 4) 1 мая 2007 (RHEL 4 Update 5) 17 ноября 2007 (RHEL 4 Update 6) 25 июля 2008 (RHEL 4 Update 7) 19 мая 2009 (RHEL 4 Update 8) 16 февраля 2011 (RHEL 4 Update 9)      | Nahant      | 31 марта 2009 (Фаза 1) 31 марта 2011 (Фаза 2) 29 февраля 2012 (Фаза 3) 28 февраля 2015 (Расширенная фаза) |
| Red Hat Enterprise Linux 5      | 2.6.18      | 15 марта 2007 7 ноября 2007 (RHEL 5.1) 21 мая 2008 (RHEL 5.2) 20 января 2009 (RHEL 5.3) 2 сентября 2009 (RHEL 5.4) 30 марта 2010 (RHEL 5.5) 12 января 2011 (RHEL 5.6) 21 июля 2011 (RHEL 5.7) 21 февраля 2012 (RHEL 5.8) 7 января 2013 (RHEL 5.9) 1 октября 2013 (RHEL 5.10) 16 сентября 2014 (RHEL 5.11)         | Tikanga     | 4 квартал 2012 (Фаза 1) 1 квартал 2014 (Фаза 2) 31 марта 2017 (Фаза 3) 30 ноября 2020 (Расширенная фаза)  |
| Red Hat Enterprise Linux 6      | 2.6.32      | 10 ноября 2010 20 мая 2011 (RHEL 6.1) 6 декабря 2011 (RHEL 6.2) 21 июня 2012 (RHEL 6.3) 21 февраля 2013 (RHEL 6.4) 21 ноября 2013 (RHEL 6.5) 13 октября 2014 (RHEL 6.6) 22 июля 2015 (RHEL 6.7) 10 мая 2016 (RHEL 6.8) 21 марта 2017 (RHEL 6.9) 19 июня 2018 (RHEL 6.10)                                          | Santiago    | 2 квартал 2016 (Фаза 1) 10 мая 2017 (Фаза 2) 30 ноября 2020 (Фаза 3) 30 июня 2024 (Расширенная фаза)      |
| Red Hat Enterprise Linux 7      | 3.10        | 10 июня 2014 5 марта 2015 (RHEL 7.1) 19 ноября 2015 (RHEL 7.2) 3 ноября 2016 (RHEL 7.3) 1 августа 2017 (RHEL 7.4) 11 апреля 2018 (RHEL 7.5) 30 октября 2018 (RHEL 7.6) | Maipo       | 4 квартал 2019 (Фаза 1) 4 квартал 2020 (Фаза 2) 30 июня 2024 (Фаза 3) 30 июня 2027 (Расширенная фаза)     |
| Red Hat Enterprise Linux 8      | 4.18        | 7 мая 2019 5 ноября 2019 (RHEL 8.1) 28 апреля 2020 (RHEL 8.2) 29 октября 2020 (RHEL 8.3) 18 мая 2021 (RHEL 8.4) 8 ноября 2021 (RHEL 8.5) 11 мая 2022 (RHEL 8.6) 9 ноября 2022 (RHEL 8.7) 16 мая 2023 (RHEL 8.8) 16 ноября 2023 (RHEL 8.9) 23 мая 2024 (RHEL 8.10)                                                 | Ootpa       | 31 мая 2024 (полная поддержка) 31 мая 2029 (техническая поддержка) 31 мая 2031 (Расширенная фаза)         |
| Red Hat Enterprise Linux 9      | 5.14        | 10 мая 2022 (RHEL 9.0) 16 ноября 2022 (RHEL 9.1) 10 мая 2023 (RHEL 9.2) 8 ноября 2023 (RHEL 9.3) 1 мая 2024 (RHEL 9.4) | Plow        | 31 мая 2027 (полная поддержка) 31 мая 2032 (техническая поддержка) 31 мая 2034 (расширенная фаза)         |

Условные обозначения:
 Не поддерживается
 Расширенная фаза поддержки
 Фаза поддержки 3
 Фаза поддержки 2
 Фаза поддержки 1
 Будущая версия
Фазы поддержки (до RHEL 8):
- Фаза поддержки 1. Пять с половиной лет выпускаются обновления с исправлением ошибок и проблем безопасности, реализацией поддержки нового оборудования и добавлением новых возможностей.
- Фаза поддержки 2. В течение года выпускаются исправления серьёзных ошибок и проблем безопасности, ограниченно добавляется поддержка нового оборудования. Портирование новшеств и расширение возможностей программ не производится. Прекращается формирование установочных образов.
- Фаза поддержки 3. Заключительные три с половиной года выпускаются только обновления критических проблем безопасности и важных ошибок. Выпуск субрелизов (RHEL x.y) с исправлениями прекращается.
- Расширенная фаза предусматривает только доступ к ранее опубликованным пакетам и документации в течение трёх лет после официального прекращения поддержки.

Фазы поддержки (начиная с RHEL 8):
- Полная поддержка. Пять лет выпускаются обновления с исправлением ошибок и проблем безопасности, реализацией поддержки нового оборудования и добавлением новых возможностей.
- Техническая поддержки. Пять лет портирование новшеств и расширение возможностей программ не производится, выпускаются только обновления критических проблем безопасности и важных ошибок. Выпуск субрелизов (RHEL x.y) с исправлениями прекращается.
- Расширенная фаза предусматривает только доступ к ранее опубликованным пакетам и документации в течение двух лет после официального прекращения поддержки.

### Изменения в Red Hat Enterprise Linux 5
- переход с Linux-ядра версии 2.6.9 на 2.6.18
- появление поддержки системы виртуализации Xen
- интеграция ПО для организации кластера высокой доступности Red Hat cluster suite
- поддержка дисковых массивов iSCSI
- поддержка InfiniBand с Remote Direct Memory Access (RDMA)
- появление утилиты сбора информации о системе SystemTap и приложения для системного мониторинга Frysk
- поддержка 4-ядерных процессоров X86-64.

### Изменения Red Hat Enterprise Linux 6
- Основан на Fedora 12 и ядре Linux 2.6.32
- Cистема инициализации upstart
- MTA по умолчанию postfix
- ext4 В качестве файловой системы по умолчанию
- Всесторонняя поддержка виртуализации KVM и менеджер KSM
- Включён планировщик CFS
- Возможность горячего добавление устройств PCIe и оперативной памяти;

### Изменения в Red Hat Enterprise Linux 7
- Релиз основан на Fedora 19
- Основан на версии ядра 3.10, с поддержкой kpatch, сжатия swap
- zero-copy в сетевых операциях
- Virtio-scsi — новый слой блочных устройств (папье-маше из блочных устройств)
- Добавление AutoNuma/SchedNuma в планировщик для лучшей поддержки Numa
- Поддержка multiqueue сетевыми интерфейсами
- Система инициализации systemd с поддержкой cgroups
- Полная поддержка LXC и системы управления Docker
- Доступна загрузка с btrfs и полная поддержка pNFS
- Горячее подключение памяти и процессоров к гостевым системам. Поддержка USB 3.0 для гостевых систем. А также поддержка последних версий Microsoft Windows, в том числе 8, 8.1, 2012, 2012 R2, в качестве гостевой системы.
- XFS в качестве файловой системы по умолчанию
- Новая служба межсетевого экрана firewalld
- Samba 4.1 с поддержкой протокола SMB3

### Изменения в Red Hat Enterprise Linux 8
- Релиз на Fedora 28.
- Wayland теперь является протоколом по умолчанию для рабочей среды GNOME.
- Application Streams — система поставки разных версий программного обеспечения (в виде модулей и rpm-пакетов).
- YUMv4 — новая версия пакетного менеджера теперь базируется на технологиях DNF и поддерживает работу с модульным программным обеспечением.
- Поддержка шифрования LUKS2 установщиком Anaconda по умолчанию.
- Криптографические правила применены по умолчанию. Доступна поддержка протоколов TLS 1.2 и 1.3, IKEv2, SSH2.
- nftables теперь поставляется по умолчанию вместо iptables.
- Добавлена страница настройки файрволла в Cockpit (веб-интерфейс для администрирования сервера).

## Жизненный цикл версии
Жизненный цикл версий Red Hat Enterprise Linux составляет не менее семи лет для версий 3 и 4, для более поздних версий, таких как 5, 6 и 7, поддержка составляет 10 лет. Жизненный цикл включает в себя несколько фаз различной длины с разной степенью поддержки. В первой фазе («Фаза поддержки 1»), Red Hat обеспечивает полную поддержку, обновляет программные и аппаратные драйверы. На более поздних фазах («Фаза поддержки 2» и «Фаза поддержки 3»), обеспечиваются только безопасность и другие важные исправления, а поддержка нового оборудования прекращается.
В последние годы поддержки версии, критические и связанные с безопасностью исправления предоставляются только тем клиентам, которые платят дополнительную подписку («Extended Lifecycle Support Add-On»), которая доступна для версий 3, 4, и 5, и подписка предоставляет ограниченное количество пакетов.
| Версия RHEL                                                                        | Дата релиза                                  | Дата прекращения первой фазы поддержки | Дата прекращения второй фазы поддержки | Дата прекращения третьей фазы поддержки | Дата прекращения расширенной поддержки | Последний выпуск |
| ---------------------------------------------------------------------------------- | -------------------------------------------- | -------------------------------------- | -------------------------------------- | --------------------------------------- | -------------------------------------- | ---------------- |
| 2.1                                                                                | 26 марта 2002 года (AS) 1 мая 2003 года (ES) | 30 ноября 2004 года                    | 31 мая 2005 года                       | 31 мая 2009 года                        | Неизвестно                             |                  |
| 3                                                                                  | 23 октября 2003 года                         | 20 июля 2006 года                      | 30 июня 2007 года                      | 31 октября 2010 года                    | 30 января 2014 года                    |                  |
| 4                                                                                  | 14 февраля 2005 года                         | 31 марта 2009 года                     | 16 февраля 2011 года                   | 29 февраля 2012 года                    | 31 марта 2017 года                     | 4.9              |
| 5                                                                                  | 15 марта 2007 года                           | 8 января 2013 года                     | 31 января 2014 года                    | 31 марта 2017 года                      | 30 ноября 2020 года                    | 5.11             |
| 6                                                                                  | 10 ноября 2010 года                          | 10 мая 2016 года                       | 10 мая 2017 года                       | 30 ноября 2020 года                     | 30 июня 2024 года                      | 6.10             |
| 7                                                                                  | 10 июня 2014 года                            | 6 августа 2019 года                    | 6 августа 2020 года                    | 30 июня 2024 года                       | 30 июня 2028 года                      | 7.9              |
| 8                                                                                  | 7 мая 2019 года                              | 31 мая 2024 года                       | Неизвестно                             | 31 мая 2029 года                        | 31 мая 2031 года                       | 8.10             |
| 9                                                                                  | 18 мая 2022 года                             | 31 мая 2027 года                       | Неизвестно                             | 31 мая 2032 года                        | 31 мая 2034 года                       | 9.10             |
| Легенда:Старая версия, не поддерживаетсяСтарая поддерживаемая версияТекущая версия |                                              |                                        |                                        |                                         |                                        |                  |

### Бэкпортинг ядра
Чтобы поддерживать стабильный двоичный интерфейс приложений (ABI), Red Hat не обновляет версию ядра, но вместо этого создаёт новые функции для той же версии ядра, с которой была выпущена версия RHEL. Новые функции поддерживаются в первой фазе поддержки. Следовательно, Red Hat Enterprise Linux может использовать ядро Linux с датированным номером версии, но ядро может обновляться, включая исправления безопасности, и некоторые новые функции. Одним из конкретных примеров обновления является опция сокета SO_REUSEPORT, которая была добавлена в ядро Linux 3.9, и впоследствии стала доступна в Red Hat Enterprise Linux 6.5, которая использует ядро Linux версии 2.6.32.

## Взаимоотношения с бесплатным дистрибутивом сообщества Fedora
Изначально версия Enterprise базировалась на Red Hat Linux, однако использовался намного более консервативный цикл выпуска новых версий. Позднее ориентация сменилась на Fedora, а далее — на CentOS Stream, который ориентируется на Fedora.
Примерно каждая третья версия Red Hat Linux (RHL) или Fedora Core (FC) становились основой для релиза версии Enterprise:
- RHL 6.2 → RHL 6.2E
- RHL 7.2 → RHEL 2.1
- RHL 9 / FC 1 → RHEL 3
- Fedora Core 3 → RHEL 4
- Fedora Core 6 → RHEL 5
- Fedora 12 → RHEL 6
- Fedora 19[39] → RHEL 7
- Fedora 28 → RHEL 8
- Fedora 34 → CentOS Stream 9 → RHEL 9

## Мнения
OSNews рассмотрел Red Hat Enterprise Linux Advanced Server 3.0 в 2003 году.
Linux Journal написал обзор Red Hat Enterprise Linux 4 в 2005 году. Red Hat Enterprise Linux 4 также рассмотрел блог ZDNet.
Джесси Смит из DistroWatch Weekly написала мнение на Red Hat Enterprise Linux 6.